# Amundi
Amundi je francouzská společnost pro správu aktiv. Se spravovanými aktivy na konci roku 2021 ve výši 2 064 miliard EUR se řadí na první místo mezi společnostmi pro správu aktiv v Evropě a mezi hlavní globální hráče v tomto sektoru.
Společnost byla založena 1. ledna 2010 a je výsledkem fúze mezi aktivitami správy aktiv společností Crédit Agricole (Crédit Agricole Asset Management, CAAM) a Société Générale (Société Générale Asset Management, SGAM). Od listopadu 2015 je skupina Amundi kotována na burze Euronext, jejíž většinový podíl vlastní Crédit Agricole S.A.